# Řád Svatého Kryštofa a Nevisu
Řád Svatého Kryštofa a Nevisu (anglicky: Order of St. Christopher and Nevis) je státní vyznamenání Svatého Kryštofa a Nevisu. 

## Historie a pravidla udílení
Řád byl založen roku 2005 a udílen je během státních návštěv zahraničním hlavám států a dalším státním představitelům za mimořádný přínos zemi. Nositelé řádu jsou oprávněni používat postnominální písmena SCN. Řád je udělován panovníkem Svatého Kryštofa a Nevisu, v současnosti královnou Alžbětou II., zastupovanou místním generálním guvernérem. Je druhým nejvyšším vyznamenáním Svatého Kryštofa a Nevisu, nejvyšším je Řád národního hrdiny. 

## Insignie
Stuha je červená se čtveřicí úzkých proužků v barvách černé, bílé, zelené a žluté lemujícími oba okraje.